# لیناردو فونسکا
لیناردو فونسکا (به پرتغالی: Leandro Fonseca) مهاجم اهل برزیل است که در شهر Jaboticabal و در تاریخ ۱۴ فوریهٔ ۱۹۷۵ به دنیا آمده‌است.
لیناردو فونسکا در تیم‌های فوتبال Jaboticabal سابقهٔ حضور دارد.